# 小行星3759
小行星3759（英語：3759 Piironen）是一颗围绕太阳公转的小行星。1984年1月8日，愛德華·鮑威爾在可可尼诺县发现了此天体。
这颗小行星的绝对星等为166.4190522302424等。